# Martín Taborda
Martín Artigas Taborda Oliveira, mais conhecido como Martín Taborda ou simplesmente Taborda (San José de Mayo, 14 de abril de 1956) é um ex-futebolista uruguaio que atuava como zagueiro e volante.

## Biografia
Começou sua carreira no Nacional de Montevidéu no seu país natal em 1974, onde teve como companheiros de equipe o goleiro Rodolfo Rodriguez e o zagueiro Hugo de León e foi Campeão Uruguaio em 1977. Ficou no clube até o final de 1978.
Ainda em 1978, participou de 2 partidas pela Seleção Uruguaia, válidas pelas eliminatórias da Copa do Mundo daquele ano, contra a Bolívia e Venezuela.
Em outubro de 1978, foi contratado pela equipe brasileira Corinthians por 190 mil dólares com fama de "xerife". Fez sua estreia no estádio do Pacaembu com um público de 62.294 pessoas na qual sua equipe venceu o Noroeste por 2x1. Não foi muito bem no Corinthians, mas ainda assim foi Campeão Paulista em 1979.
Posteriormente, foi emprestado ao Coritiba e depois ao Sport.
Retornou ao Corinthians em 1981, permanecendo no clube até 1982, quando foi transferido para a Portuguesa de Desportos, em uma negociação envolvendo o também zagueiro uruguaio Daniel González. Pelo Timão, fez 44 jogos e marcou 2 gols.
Durante o período em que esteve no Canindé, Taborda ainda foi emprestado ao Juventude (em 1983), retornando à Lusa em 1984.
Terminou a carreira em 1985, quando retornou ao Nacional. Ao todo, nas duas passagens, fez 140 partidas pelo clube e marcou 12 gols.
Atualmente vive em Montevidéu e trabalha como caminhoneiro.

## Títulos
Nacional
- Campeonato Uruguaio: 1977
- Liga Mayor: 1975, 1976, 1977

 Corinthians
- Campeonato Paulista: 1979

 Sport Recife
- Campeonato Pernambucano: 1980